# Вебер, Таня
Таня Вебер (итал. Tania Weber, настоящее имя Таня Сарсгардеер, фин. Tanja Sarsgardeer; 18 августа 1926, Хельсинки — 20 ноября 2009, Рим) — финская киноактриса и фотомодель. Была популярна в Италии в 1950—1960-х годах, в общей сложности снялась в 8 фильмах. После завершения кинокарьеры работала дизайнером.

## Биография
Таня Вебер родилась в Хельсинки в 1926 году. В начале 1950-х годов принимала участие в нескольких конкурсах красоты, проходивших в Финляндии. На неё обратил внимание знаменитый итальянский кинопродюсер Карло Понти, открывший для итальянского кинематографа несколько актрис из скандинавских стран. Одним из примеров может служить шведская актриса Мэй Бритт, сделавшая впоследствии успешную карьеру в кино.
Свою первую роль Таня Вебер сыграла в приключенческом фильме «Carica eroica» (1952) режиссёра Франческо Де Робертиса. В этой картине она играет главную героиню — русскую женщину по имени Калина. Одна из самых интересных ролей в карьере актрисы — роль Елены Баронти в комедии «Один день в суде» (1954) режиссёра Стефано Ванзина. Фильм рассказывает об одном дне районного суда в Италии и состоит из нескольких эпизодов, каждый из которых посвящён рассматриваемому судьёй делу. Героиня Тани Вебер появляется в третьем эпизоде картины. В карьере Тани Вебер есть и драматические роли, такие как роль Изабеллы, одной из главных героинь приключенческого фильма «Корабль проклятых женщин» (1953) режиссёра Рафаэлло Матараццо.
Актриса появлялась в эпизодических ролях в фильмах «Римские каникулы» (1953) режиссёра Уильяма Уайлера, «Самый смешной спектакль в мире» (1953) режиссёра Марио Маттоли вместе со знаменитым итальянским комиком Тото, в комедии «Неверные» (1953) режиссёров Стено и Марио Моничелли. Свою последнюю роль в кино актриса сыграла в фильме «Странствия Одиссея» (1954) режиссёра Марио Камерини. После окончания карьеры киноактрисы Таня Вебер работала дизайнером.
Таня Вебер пользовалась большой популярностью в Италии в 1950—1960-х годах, актриса довольно часто появлялась на страницах журналов Tempo, Le vostre novelle, Film d’oggi, Settimo Giorno. Спустя 60 лет после завершения кинокарьеры Таня Вебер продолжает оставаться иконой стиля для современных итальянских актрис.

## Фильмография
| Год  |   | Русское название               | Оригинальное название              | Роль                                                |
| ---- | - | ------------------------------ | ---------------------------------- | --------------------------------------------------- |
| 1952 | ф | Геройский долг                 | Carica eroica                      | Kalina Ifienov                                      |
| 1953 | ф | Неверные                       | Le infedeli                        | L'amica di Lulla                                    |
| 1953 | ф | Мы все здесь жильцы            | Siamo tutti inquilini              | Lulù                                                |
| 1953 | ф | Римские каникулы               | Roman Holiday                      | Francesca (фотомодель Ирвинга, в титрах не указана) |
| 1953 | ф | Самый смешной спектакль в мире | Il più comico spettacolo del mondo | Sonia (девушка на трапеции)                         |
| 1953 | ф | Корабль проклятых женщин       | La nave delle donne maledette      | Isabella                                            |
| 1954 | ф | Один день в суде               | Un giorno in pretura               | Elena                                               |
| 1954 | ф | Странствия Одиссея             | Ulisse                             | Eucalicanto                                         |

Несмотря на то, что достаточно хорошо владела итальянским языком, из-за сильного акцента все её роли были озвучены другими актрисами.